# Verwaltungsgemeinschaft Triptis
De Verwaltungsgemeinschaft Triptis in het Thüringische landkreis Saale-Orla-Kreis is een gemeentelijk samenwerkingsverband waarbij negen gemeenten zijn aangesloten. Het bestuurscentrum bevindt zich in de stad Triptis.

## Deelnemende gemeenten
De volgende gemeenten maken deel uit van de Verwaltungsgemeinschaft:
1. Dreitzsch (427)
2. Geroda (229)
3. Lemnitz (377)
4. Miesitz (276)
5. Mittelpöllnitz (286)
6. Rosendorf (161)
7. Schmieritz (393)
8. Tömmelsdorf (122)
9. Triptis, stad (3.597)

Bad Lobenstein · Bodelwitz · Burgk · Dittersdorf · Döbritz · Dreba · Dreitzsch · Eßbach · Gefell · Geroda · Gertewitz · Görkwitz · Göschitz · Gössitz · Grobengereuth · Hirschberg · Keila · Kirschkau · Knau · Kospoda · Krölpa · Langenorla · Lausnitz · Lemnitz · Linda bei Neustadt an der Orla · Löhma · Miesitz · Mittelpöllnitz · Moßbach ·  Moxa · Neundorf (bij Schleiz) · Neustadt an der Orla · Nimritz · Oberoppurg · Oettersdorf · Oppurg · Paska · Peuschen · Plothen · Pörmitz · Pößneck · Pottiga · Quaschwitz · Ranis · Remptendorf · Rosendorf · Rosenthal am Rennsteig · Saalburg-Ebersdorf · Schleiz · Schmieritz · Schmorda · Schöndorf · Seisla · Solkwitz · Tanna · Tegau · Tömmelsdorf · Triptis · Volkmannsdorf · Weira · Wernburg · Wilhelmsdorf · Wurzbach · Ziegenrück